# Zündfunk Netzkongress
Der Zündfunk Netzkongress war eine Konferenz, die sich mit den Auswirkungen des Digitalen auf alle Lebensbereiche auseinandersetzte. Sie fand von 2013 bis 2020 im Herbst statt. Von 2013 bis 2019 im Münchner Volkstheater und 2020 auf Grund der Corona-Pandemie nur virtuell. An zwei Tagen wurden in zahlreichen Panels, Diskussionen, Vorträgen und interaktiven Formaten sowie Workshops verschiedene Themenfelder von Politik über Kultur, Medien, Technik bis zu Unterhaltung behandelt. Teile der Veranstaltung wurden ins Netz gestreamt, Video-Mitschnitte wurden online und in der Mediathek des Bayerischen Rundfunks zur Verfügung gestellt. Die Radio-Welle Bayern 2 sowie ARD Alpha übertrugen in einzelnen Sendungen Inhalte der Konferenz.
Veranstaltet wurde der Zündfunk Netzkongress vom Bayerischen Rundfunk, und dort federführend von der Redaktion Zündfunk, dem Szenemagazin auf Bayern 2. In den Jahren 2013 bis 2018 gab es einen Call for Papers, ein offenes Format, bei dem sich Interessierte mit ihrem Thema für die Konferenz bewerben konnten. 2019 gab es ein offenes Vernetzungstreffen für Aktivisten aus den Bereichen Umwelt/bewusstes Konsumieren (Fridays for Future, Extinction Rebellion, antikapitalistisches Klimatreffen, bits & bäume, plastikfrei leben, Foodsharing) und digitale Freiheitsrechte (SaveYourInternet, Netzpolitik.org).

## Mottos 2013 bis 2020
Mit einem jährlich wechselnden Motto haben die Veranstalter das oder die Hauptthemen umrissen.
- 2013

42! Angelehnt an die Antwort auf die Frage „nach dem Leben, dem Universum und dem ganzen Rest“ aus Douglas Adams’ „Per Anhalter durch die Galaxis“. 42 ist auch das erste Motto in einer langen Reihe, in der der popkulturelle Kontext eine Rolle spielte.
- 2014

Don’t Panic! Der zweite Zündfunk Netzkongress lehnt sich wieder an Douglas Adams’ „Per Anhalter durch die Galaxis“ an.
- 2015

Take The Red Pill! Das Motto-Zitat stammt aus der Trilogie „Matrix“, in der Keanu Reeves aka Neo die rote Pille der Erkenntnis schluckte.
- 2016

Mind The Gap! Die berühmte Aufschrift auf den Bahnsteigen der Londoner U-Bahn war im übertragenen Sinn unter anderem eine Anspielung auf die digitalen Klüfte in der Gesellschaft.
- 2017

WTF …! Angelehnt an das Kürzel für What The Fuck!, einem Urban Slang-Ausdruck großer Überraschung oder Verwunderung, war das Motto in diesem Jahr modular aufgebaut. Es wurde ergänzt mit What The Fiction!, What The Freedom! oder What The Fake! und bildete die Hauptthemen des Kongresses ab.
- 2018

Cashtag. Der Hashtag Cashtag rückte das Thema Wirtschaft in den Mittelpunkt.
- 2019

Frei. Vernetzt. Für alle. Statt eines jährlich wechselnden Mottos gab sich der Zündfunk Netzkongress 2019 einen dauerhaften Claim.
- 2020

Frei. Vernetzt. Für alle. Im Zuge der Corona-Pandemie fand der Zündfunk Netzkongress hauptsächlich im Netz und im Radio statt.

## Kritik
In den ersten beiden Jahren wurde die Konferenz dafür kritisiert, dass das Verhältnis zwischen Referentinnen und Referenten zu männerlastig war. Dem steuerten die Veranstalter ab 2015 entgegen. In den Jahren 2017, 2018 und 2019 war das Verhältnis weitgehend ausgeglichen.